# Cleidothaerus albidus
Cleidothaerus albidus är en musselart som först beskrevs av Jean-Baptiste Lamarck 1819.  Cleidothaerus albidus ingår i släktet Cleidothaerus och familjen Cleidothaeridae. Inga underarter finns listade i Catalogue of Life.